# Diecezja Aire i Dax
Diecezja Aire i Dax (łac. Diœcesis Aturensis et Aquae Augustae) – diecezja Kościoła rzymskokatolickiego w południowo-zachodniej Francji. Powstała w V wieku jako diecezja Aire. W 1801 została zlikwidowana, ale już w 1822 przywrócono ją. W 1857 nazwa została zmieniona na diecezję Aire i Dax. Aktualnie w Dax znajduje się zarówno kuria biskupia, jak i katedra diecezjalna. Dawna katedra w Aire posiada obecnie status konkatedry. W 2002 diecezja została przeniesiona ze zlikwidowanej wówczas metropolii Auch do metropolii Bordeaux.

## Główne świątynie
- Katedra: Katedra Najświętszej Maryi Panny w Dax
- Konkatedra: Konkatedra św. Jana Chrzciciela w Aire-sur-l'Adour
- Bazylika mniejsza: Bazylika Najświętszej Maryi Panny w Buglose